# Orange Cameroun
Pour les articles homonymes, voir Orange.
Orange Cameroun est un opérateur de télécommunications au Cameroun. 

## Histoire
Après la libéralisation de la téléphonie en 1998, la Société Camerounaise de Mobile, obtient une licence en juin 1999, constitue un des deux premiers opérateurs du pays. Le début des activités intervient en février 2000 sous le nom de Mobilis. Il devient en juin 2002, Orange Cameroun, filiale de l'opérateur de télécommunications français ayant acquis la marque.
Il réalise à la fin de 2021 un chiffre d'affaires d'environ 329 millions d'euro soit environ 216,38 milliards de Franc CFA.
Orange Cameroun compte 11 899 426 abonnés au 1er décembre 2021.

## Organisation et Fonctionnement

### Liste des directeurs successifs
Le 13 juillet 2021, le groupe français de télécommunications Orange nomme Patrick Benon, directeur général d'Orange Cameroun, en remplacement à Frédéric Debord. 

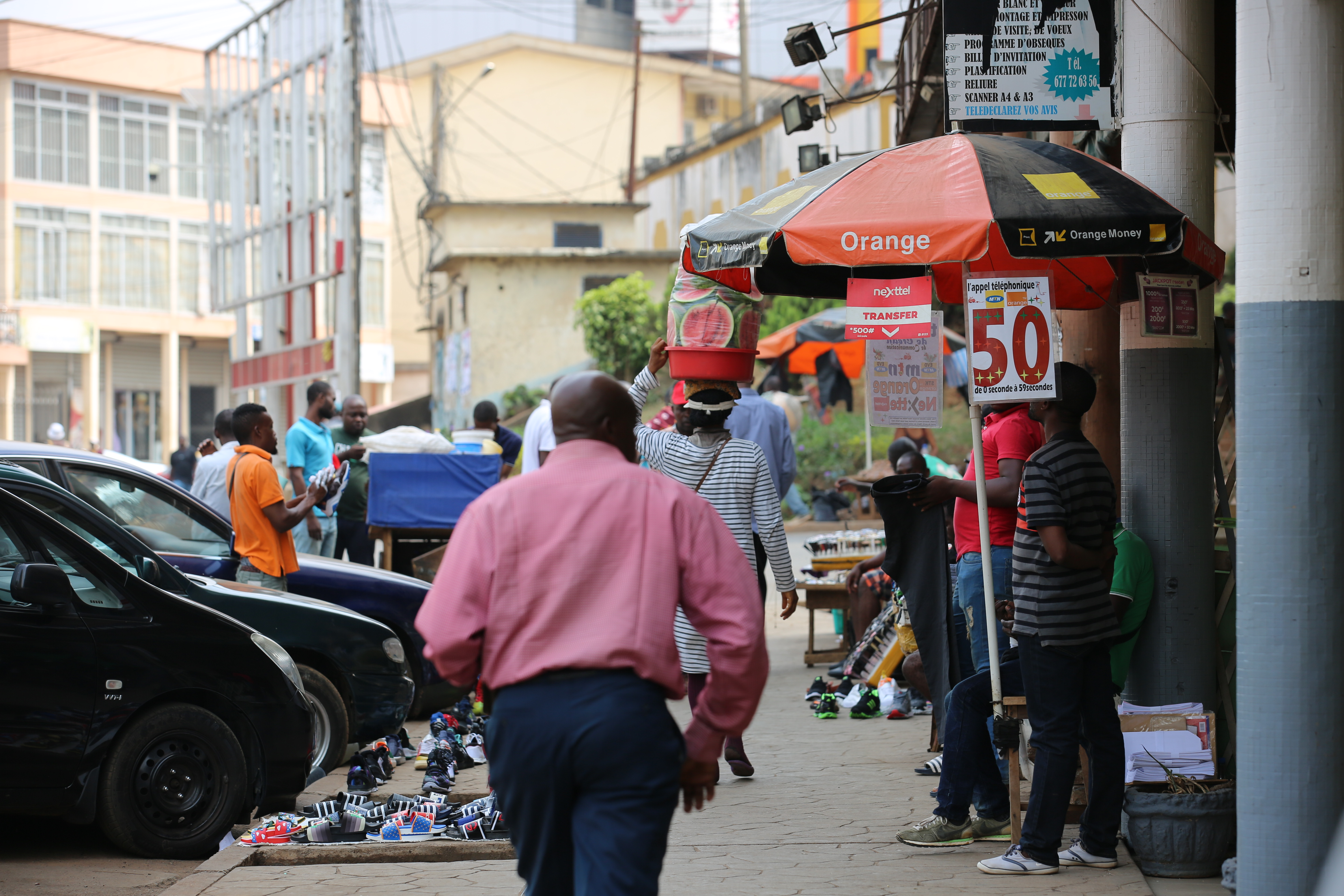
Point de vente dans la rue.